# 塩野瑛久
塩野 瑛久（しおの あきひさ、1995年〈平成7年〉1月3日 - ）は、日本の俳優。劇団EXILEのメンバーであり、男劇団 青山表参道Xの元・副リーダーである。
東京都出生、神奈川県相模原市中央区出身。LDH JAPAN所属。

## 来歴
中学卒業後、高校には進学せず実家のクレープ屋の手伝いをする。店の客と母親の勧めで、2011年に開催された第24回ジュノン・スーパーボーイ・コンテストに応募し、審査員特別賞およびAOKI賞を受賞。
2012年3月にオスカープロモーション所属となり芸能界デビュー。
2013年2月、スーパー戦隊シリーズ『獣電戦隊キョウリュウジャー』に立風館ソウジ / キョウリュウグリーン役でレギュラー出演。
2014年、『純平、考え直せ』で初めて舞台での主演を果たす。
2015年、『鼻目玉幸太郎の恋!』で映画初主演。
2017年11月、オスカープロモーションの「男劇団 青山表参道X」のメンバーとなり、副リーダーに就任する。
2021年2月末をもって男劇団 青山表参道Xを退団するとともに、オスカープロモーションを退社した。同年8月にLDH JAPAN所属となり、2022年11月1日に劇団EXILEに加入した。
2024年、オーディションを経て初の大河ドラマ『光る君へ』に一条天皇役で出演。ドラマでは自身が演奏した龍笛の音が使われるシーンもあり、大河ドラマでは初めてのことだった。

## 人物
趣味はカメラ、漫画、アニメ、ファッション。特技はテニス、殺陣、野球。得意料理はクレープ。俳優のゆうたろうとは、『絶対BLになる世界vs絶対BLになりたくない男』や『来世ではちゃんとします』での共演をきっかけに、今では親友と呼べる関係になっている。

## 受賞歴
2011年
- 第24回ジュノン・スーパーボーイ・コンテスト 審査員特別賞・AOKI賞

2024年
- anan AWARD 2024 アクター部門

## 出演

### テレビドラマ
- GTO（2012年7月3日 - 9月11日、関西テレビ） - 水原僚一 役
  - GTO 秋も鬼暴れスペシャル（2012年10月2日）
  - GTO完結編 さらば鬼塚!卒業スペシャル（2013年4月2日）
- スーパー戦隊シリーズ（テレビ朝日） - 立風館ソウジ / キョウリュウグリーン 役
  - 獣電戦隊キョウリュウジャー（2013年2月17日 - 2014年2月9日）[8]
  - 王様戦隊キングオージャー 第32話・第33話（2023年10月8日・15日）[19]
- 牙狼〈GARO〉～闇を照らす者～（2013年6月11日） - 学生 役
- あすなろ三三七拍子（2014年7月15日 - 9月9日、フジテレビ） - 江本慎也 役
- アウトバーン マル暴の女刑事・八神瑛子（2014年8月9日、フジテレビ） - 野村浩太 役
- 佐知とマユ（2015年3月17日、NHK総合） - 伊田亮介 役
- Halo Halo House～ホセのニッポン・ダイアリー（2016年1月16日 - 2016年2月7日、People's Television Network）
- 陽炎の辻 完結編〜居眠り磐音 江戸双紙〜（2017年1月2日、NHK総合） - 三田次郎左衛門 役
- LEADERS II（2017年3月26日、TBS）
- 謎解きLIVE「CATSと蘇ったモリアーティ」（2017年7月8日） - 浅井康男 役
- モブサイコ100（2018年1月18日 - 4月6日、テレビ東京） - 白鳥大地 役
- 星屑リベンジャーズ（2018年7月31日 - 9月25日、名古屋テレビ[注 2]） - 速水祐也 役[20]
- PRINCE OF LEGEND（2018年10月3日 - 12月5日、日本テレビ） - 久遠誠一郎 役
- さくらの親子丼（東海テレビ） - 大豆生田香 役
  - さくらの親子丼2（2018年12月1日 - 2019年1月26日）[21]
  - さくらの親子丼 第7話（2020年11月28日）[22]
- Re:フォロワー（2019年10月6日 - 12月15日、朝日放送テレビ） - 主演・原田優作 役[23][24]
- ヤヌスの鏡（2019年10月22日 - 12月10日、フジテレビ） - 堤達也 役[25][注 3]
- 来世ではちゃんとします（2020年1月9日 - 3月26日、テレビ東京） - Aくん 役[26]
  - 来世ではちゃんとします2（2021年8月11日 - 9月30日、テレビ東京） - Aくん 役[27]
  - 来世ではちゃんとします お正月初夢SP（2022年1月1日、テレビ東京） - Aくん 役[28]
  - 来世ではちゃんとします3（2023年1月5日 - 3月23日、テレビ東京） - Aくん 役[29]
- 不倫をコウカイしてます（2020年9月6日・13日、朝日放送テレビ） - 主演・境通 役[30]
- 僕らは恋がヘタすぎる（2020年10月25日 - 12月6日、朝日放送テレビ） - 一ノ瀬歩 役[31]
- 38歳バツイチ独身女がマッチングアプリをやってみた結果日記（2020年11月19日 - 12月24日、テレビ東京） - ロミオくん 役[32]
- レッドアイズ 監視捜査班 第4話（2021年2月13日、日本テレビ） - 山崎克巳 役[33]
- アノニマス〜警視庁“指殺人”対策室〜 第7話（2021年3月8日、テレビ東京） - 小柳祐平 役[34]
- 絶対BLになる世界VS絶対BLになりたくない男（CSテレ朝チャンネル1） - 東條 役
  - シーズン1（2021年3月27日）[35]
  - シーズン2（2022年3月20日）[36]
- カラフラブル〜ジェンダーレス男子に愛されています。〜 第6話 - 最終話（2021年5月6日 - 6月3日、読売テレビ） - 奥田諒一郎 役[37]
- デキないふたり（2022年1月3日、テレビ朝日） - 金城冬馬 役[38]
- 探偵が早すぎる～春のトリック返し祭り～（2022年4月14日 - 6月16日、読売テレビ・日本テレビ） - 大谷和馬 役[39]
- 警視庁強行犯係 樋口顕Season2 第1話（2022年7月15日、テレビ東京） - 三上徹 役
- ブラザー・トラップ（2023年1月25日 - 3月22日、TBS） - 成瀬大和 役[40]
- バツイチがモテるなんて聞いてません（2023年2月24日 - 3月31日、毎日放送） - 速水蓮介 役[41]
- リエゾン -こどものこころ診療所- 第6話（2023年2月24日、テレビ朝日） - 佐山秀 役[42]
- 新・ミナミの帝王 銀次郎の新たな敵は神様!?（2023年3月25日、関西テレビ） - サクラ 役
- かしましめし（2023年4月10日 - 5月29日、テレビ東京） - 雨海英治 役[43]
- 天狗の台所（2023年10月5日 - 12月7日、BS-TBS・BS-TBS 4K） - 愛宕有意 役[44]
  - 天狗の台所 Season2（2024年10月22日 - 12月24日、BS-TBS・BS-TBS 4K）[45]
- ブラックファミリア〜新堂家の復讐〜（2023年10月6日 - 12月7日、読売テレビ・日本テレビ） - 早乙女倫太郎 役[46]
- セクシー田中さん 第8話（2023年12月10日、日本テレビ） - 滝口 役[47]
- ぼくの人格シェアハウス（2024年3月18日、関西テレビ） - 主演・相田雄介 役[48]
- 大河ドラマ 光る君へ 第15回 - 第40回（2024年4月14日 - 10月20日、NHK） - 一条天皇 役[49]
- 9ボーダー 第1話（2024年4月19日、TBS） - 小森誠 役[50]
- ゴールデンカムイ -北海道刺青囚人争奪編- 第4話・第6話・第8話・最終話（2024年10月27日・11月10日・24日・12月1日、WOWOW） - 奥山夏太郎 役[51][52]
- 無能の鷹（2024年10月11日 - 11月29日、テレビ朝日） - 鶸田道人 役[53]
- 五十嵐夫妻は偽装他人（2025年1月9日 - 3月27日、テレビ東京） - 主演・五十嵐直人 役（新川優愛とダブル主演）[54]
- 怖い絵本 season8「ちょうつがい きいきい」（2025年3月1日、NHK Eテレ）[55]
- 魔物 (마물)（2025年4月18日 - 6月13日、テレビ朝日） - 源凍也 役[56]
- 終幕のロンド -もう二度と、会えないあなたに-（2025年10月〈予定〉 - 、関西テレビ・フジテレビ） - 矢作海斗 役[57]

### 映画
- スーパー戦隊シリーズ
  - 特命戦隊ゴーバスターズVS海賊戦隊ゴーカイジャー THE MOVIE（2013年1月19日） - キョウリュウグリーンの声 役
  - 仮面ライダー×スーパー戦隊×宇宙刑事 スーパーヒーロー大戦Z（2013年4月27日） - 立風館ソウジ / キョウリュウグリーン 役
  - 劇場版 獣電戦隊キョウリュウジャー ガブリンチョ・オブ・ミュージック（2013年8月3日） - 立風館ソウジ / キョウリュウグリーン 役
  - 獣電戦隊キョウリュウジャーVSゴーバスターズ 恐竜大決戦! さらば永遠の友よ（2014年1月18日） - 立風館ソウジ / キョウリュウグリーン 役
  - 烈車戦隊トッキュウジャーVSキョウリュウジャー THE MOVIE（2015年1月17日） - 立風館ソウジ / キョウリュウグリーン 役
- 俺たち賞金稼ぎ団（2014年5月10日） - 緑慎太郎 役[58]
- 鼻目玉幸太郎の恋!（2015年） - 主演・花田幸太郎 役[10] ※劇場未公開
- きっと いつの日か（2015年3月25日） - 主演・悠希 役
- 未来のカケラ（2016年2月7日） - 三浦一樹 役
- お江戸のキャンディー2（2017年）
- ちょっとまて野球部!（2018年1月27日） - 石橋大和 役
- 花は咲くか（2018年2月24日） - 藤本浩輝 役
- PRINCE OF LEGEND（2019年3月21日） - 久遠誠一郎 役[59][60]
- HiGH&LOW THE WORST（2019年10月4日） - 小田島有剣 役[61]
  - HiGH&LOW THE WORST X（2022年9月9日）[62]
- いのちスケッチ（2019年11月15日） - 古賀孝之 役[63]
- 貴族降臨 -PRINCE OF LEGEND-（2020年3月13日）- 久遠誠一郎 / ラファエル 役
- チャチャ（2024年10月11日） - 護 役[64]
- 八犬伝（2024年10月25日） - 扇谷定正 役[65]

### 配信ドラマ
- ネット版 仮面ライダー×スーパー戦隊×宇宙刑事 スーパーヒーロー大戦乙!〜Heroo!知恵袋〜あなたのお悩み解決します!（2013年） - 立風館ソウジ 役
- ベイビーステップ（2016年7月22日 - 9月22日、Amazon プライム・ビデオ） - 宮川卓也 役
- 勇敢戦隊ブレイブフロンティア（2018年2月12日 - 5月31日、YouTube） - 樹のブレイブ ランセル 役
- 獣電戦隊キョウリュウジャー ブレイブ33.5 これぞブレイブ!たたかいのフロンティア（2018年2月12日 - 5月31日、YouTube） - 立風館ソウジ / キョウリュウグリーン 役
- 星屑リベンジャーズ（2018年7月23日 - 、AbemaTV[注 2]） - 速水祐也 役
- ヤヌスの鏡（2019年8月16日 - 10月4日、フジテレビオンデマンド） - 堤達也 役[66]
- A/LIVE（エーライブ）（2020年12月20日、LINE NEWS VISION） - 主演・健一郎 役[67]
- 絶対BLになる世界VS絶対BLになりたくない男 2024（2024年4月23日、Lemino） - 東條 役[68][69]
- REAL 恋愛殺人捜査班（2024年7月5日 - 、FOD） - 主演・夢川幹也 役（野村周平とW主演）[70]
- 幸せカナコの殺し屋生活 第4話 - 第6話 （2025年3月21日 - 4月4日）、DMM TV独占） - 細美 役

### オリジナルビデオ
- 帰ってきた獣電戦隊キョウリュウジャー 100 YEARS AFTER（2014年） - 立風館ソウジ / キョウリュウグリーン、ソウジロウ / キョウリュウグレー / キョウリュウグリーン 役
- 王様戦隊キングオージャーVSキョウリュウジャー（2024年10月9日） - 立風館ソウジ 役

### ゲーム
- PRINCE OF LEGEND LOVE ROYALE（2019年3月5日 - 2022年6月30日、iOS・Android） - 久遠誠一郎 役

### 舞台
- タンブリング FINAL（2014年6月 - 7月） - 伊東尚人 役[71]
- 純平、考え直せ（2014年11月） - 主演・坂本純平 役[9]
- 戦国BASARA4 皇（2016年1月 - 2月） - 主演・伊達政宗 役
  - 戦国BASARA4 皇 本能寺の変（2016年7月）
- 小さな結婚式〜いつか、いい風は吹く〜（2016年4月） - 主演・秋川拓海 役
- 名探偵コナン×ライブミステリー〜洋上の迷宮〜（2016年8月 - 9月） - 藤堂英人 役
- ふるあめりかに袖はぬらさじ（2017年7月7日 - 8月6日） - 小山 役
- 若様組まいる～アイスクリン強し～（2018年4月27日 - 5月6日） - 園山薫　役
- 男劇団 青山表参道X 旗揚げ公演「SHIRO TORA 〜beyond the time〜」（2018年6月14日 - 17日、AiiA 2.5 Theater Tokyo） - 間瀬源七郎 役
- 里見八犬伝（2019年10月14日 - 12月8日、館山・千葉県南総文化ホール 大ホール / 東京・なかのZERO 大ホール / 大阪・梅田芸術劇場メインホール / 福岡・福岡サンパレス / 愛知・名古屋文理大学文化フォーラム / 東京凱旋・明治座） - 犬坂 毛野 胤智 役
- 男劇団 青山表参道X 第2回公演「ENDLESS REPEATERS -エンドレスリピーターズ-」（2019年7月20日 - 28日、品川プリンスホテル クラブeX） - 小鳥遊克郎 役
- 舞台「DECADANCE」〜太陽の子〜（2020年1月24日 - 2月9日、EX THEATER ROPPONGI 他）主演-テイラー　役
- パルコ・プロデュース2022「VAMP SHOW ヴァンプショウ」（2022年8月8日 - 28日、PARCO劇場 / 9月1日・2日、穂の国とよはし芸術劇場PLAT 主ホール / 9月10日・11日、森ノ宮ピロティホール / 9月17日・18日、キャナルシティ劇場） - 佐竹慎一 役[72][73]
- BOOK ACT 2023 NEW YEAR SPECIAL「僕らは人生で一回だけ魔法が使える」（2023年1月）[74]
  - BOOK ACT FINAL「僕らは人生で一回だけ魔法が使える」（2024年2月10日、サンシャイン劇場）[75]
- 朗読劇「私の頭の中の消しゴム」14th letter（2023年5月5日、よみうり大手町ホール）

### 情報番組
- めざましテレビ（2024年6月5日・14日・18日・24日、フジテレビ） - マンスリーエンタメプレゼンター[76]

### ウェブテレビ
- アベマ大縁日〜人気番組勢ぞろい!神宮花火大会生中継で豪華プレゼント大放出SP〜（2018年8月11日、AbemaTV） - 星屑リベンジャーズ代表[77]
- 私たち結婚しました2（2021年11月26日 - 2022年2月4日、AbemaTV）[78]

### CM
- プロアクティブ（2017年12月 - ）
- IHI
  - 「アイドル解散」「航空宇宙開発」篇（2019年10月26日 - ）[79]
  - 「お笑い」「社会インフラ」篇（2021年7月25日 - ）[80]
- DHC薬用リップクリーム（2024年8月1日 - ）[81]

### 広告
- めちゃコミック×本屋さんキャンペーン「第3回 みんなの推し恋愛マンガ大賞」（2024年）[82][83]

### ミュージックビデオ
- リフレクト・リフレイン「愛は止められない（acoustic version）」（2016年）[84]
- 板野友美「すき。ということ」（2019年）
- 千田亜佑翔「タイムリープ」（2020年）
- 千田亜佑翔「豆電球」（2020年）
- 千田亜佑翔「すべての帰り道に愛を」（2021年）
- 女王蜂「KING BITCH」（2021年）
- 中村ゆりか「Penalty」（2023年）[85]

### 連載
- Oggi.jp「あきじかん」（2024年1月 - ）[86]

### 玩具
- 獣電戦隊キョウリュウジャー ガブリボルバー -MEMORIAL EDITION-（2024年6月27日）

## 書籍

### 写真集
- しおのもと。（2013年8月31日、ワニブックス）ISBN 978-4-8470-4575-2[87]
- 栗山航×塩野瑛久 PHOTO BOOK connect（2018年11月16日、講談社）ISBN 978-4-0651-3452-8
- 塩野瑛久セカンド写真集『bloom』（2021年1月20日、ワニブックス）ISBN 978-4-8470-8336-5

### カレンダー
- 塩野瑛久 2014年カレンダー（2013年10月、トライエックス）JAN 4968855142046[88]
- 塩野瑛久 2015年カレンダー（2014年10月、トライエックス）JAN 4968855152168[89]
- 塩野瑛久 2016年カレンダー（2015年10月、トライエックス）JAN 4968855162198[90]
- 塩野瑛久カレンダー2022.04-2023.03（2022年3月14日、東京ニュース通信社）ISBN 978-4867013922[91]